# Centre administratif du gouvernement de la République serbe
Le centre administratif du gouvernement de la République serbe (en serbe cyrillique : Административни центар Владе Републике Српске ; en serbe latin : Administrativni centar Vlade Republike Srpske) est un bâtiment situé au centre de Banja Luka, la capitale de la république serbe de Bosnie, en Bosnie-Herzégovine. Il héberge des institutions de la République serbe et, notamment, le gouvernement de la république serbe de Bosnie.

## Description
Le centre administratif possède une surface utile de 49 140 m2, dont 23 036 m2 dans le bâtiment du gouvernement qui s'élève sur 17 étages, ce qui en fait l'édifice le plus haut de Banja Luka. Le reste, soit 26 104 m2, se trouve dans le complexe ABC lamela. Le parvis situé devant le centre couvre une superficie de 13 005 m2 et possède quatre fontaines.

## Construction
La construction du centre administratif du gouvernement de la République serbe s'est effectuée en deux ans. Elle a commencé en novembre 2005 et le bâtiment était à l'origine conçu pour la société Telekom Srpske, l'une des plus importantes du pays, mais un accord de cession a été signé le 26 juillet 2006. La construction du centre a provoqué une controverse en raison de son coût, qui, au départ, pour Telekom Srpske, était estimé à 35 millions et qui a pu atteindre 180 millions de marks convertibles. Certains ont reproché au gouvernement de ne pas avoir respecté les procédures relatives aux marchés publics[réf. nécessaire].

## Inauguration
Le centre a été inauguré le 21 novembre 2007, le jour anniversaire de la signature des accords de Dayton. Le Premier ministre de la République serbe, Milorad Dodik, a coupé le ruban symbolisant l'ouverture du centre ; il était accompagné de la ministre de la Planification, de la Construction et de l'écologie Fatima Fetibegović, du membre serbe de la présidence de la Bosnie-Herzégovine Nebojša Radmanović, du vice-président de la République serbe Davor Cordas, des ministres du gouvernement et des députés de l'Assemblée nationale de la république serbe de Bosnie. Le bâtiment a été béni par l'évêque de Zvornik et Tuzla Vasilje. Assistaient également à l'inauguration le Premier ministre de Serbie Vojislav Koštunica, le ministre serbe du Commerce et des Services Predrag Bubalo et le ministre serbe Dragan Đilas. Outre l'évêque Basil, d'autres dignitaires religieux assistaient à la cérémonie, comme l'évêque catholique Franjo Komarica, le mufti de Banja Luka Edhem Čamdžić et le rabbin de la communauté juive de Bosnie-Herzégovine Jozef Atijas.